# Vila Bela da Santíssima Trindade
Vila Bela da Santíssima Trindade, amtlich Município de Vila Bela da Santíssima Trindade, ist eine am Oberlauf des Rio Guaporé gelegene Stadt mit zum 1. Juli 2020 geschätzten 16.271 Einwohnern im brasilianischen Bundesstaat Mato Grosso. Sie war von 1752 bis 1820 die erste Hauptstadt Mato Grossos. Das mit rund 13.631 km² große Gemeindegebiet bildet im Westen eine Grenze zu Bolivien, die Bevölkerungsdichte beträgt 1,1 Personen pro km².
Die Stadt ist stark afrikanisch geprägt, da ihre Einwohner mehrheitlich Nachfahren afrikanischer Sklaven sind, die im 18. und 19. Jahrhundert zur Arbeit in den Goldminen hierher verschleppt wurden. Dies zeigt sich auch in dem jährlich stattfindenden Festa do Congo (Festança Vila Bela), zu dessen Höhepunkt der Dança do Congo und der Chorado gehört, der vor der Kulisse der Ruinen der Igreja Matriz aufgeführt wird. Neben dem Festival und der Kirchenruine gehören zu den touristischen Attraktionen Ausflüge in den Urwald entlang des Rio Guaporé und zum nahegelegenen Parque Estadual da Serra de Ricardo Franco, in dem sich die Cascata dos Namorados (dt. Valentinskaskade) befindet. Des Weiteren existiert ein Museum zur Stadtgeschichte. Es besteht eine circa siebenstündige Busverbindung nach Cuiabá, deren Busse täglich verkehren.

## Geschichte

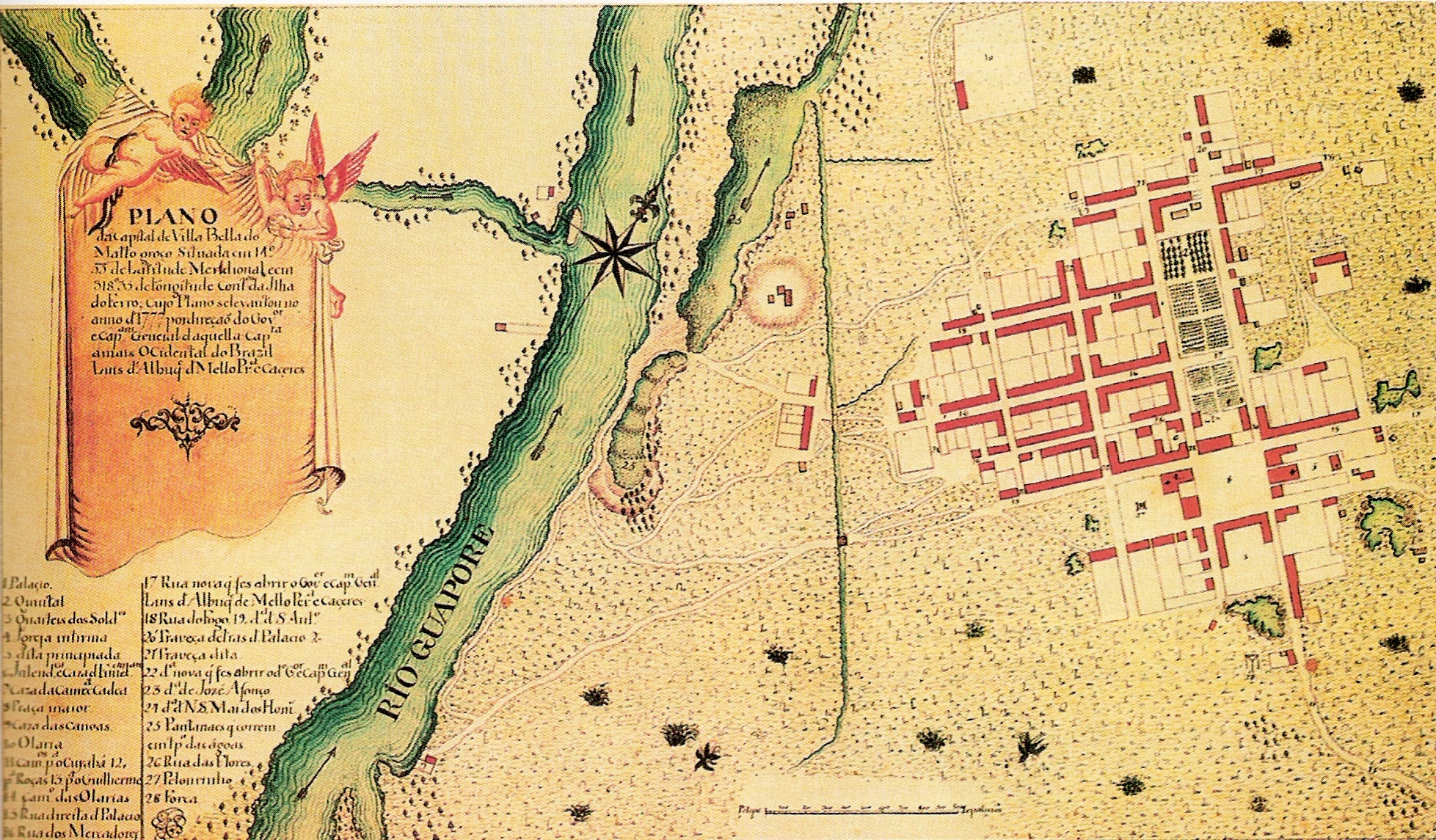
Stadtplan des historischen Vila Bela (1798)

In der ersten Hälfte des 18. Jahrhunderts führten Goldfunde im heutigen Mato Grosso dazu, dass Portugiesen, insbesondere Bandeirantes, verstärkt in diese bisher weitgehend unerforschte im Grenzgebiet zum spanischen Kolonialreich liegende Region vordrangen. 1737 wurde dabei der Rio Guaporé entdeckt und 1742–1743 fuhren Entdecker vom Oberlauf des Rio Guaporé über den Río Mamoré und Rio Madeira bis zum Amazonas in Pará hinab. Die Verbindung zur Atlantikküste über das Flusssystem des Amazonas bildete schnell einen wichtigen Verkehrs- und Handelsweg, so konnte man die Reise von Vila Bela nach Belém in weniger als zwei Monaten bewerkstelligen, während man für den Landweg von São Paulo nach Vila Bela fünf bis sieben Monate benötigte. Um das Grenzgebiet gegen Spanien abzusichern richtete Portugal 1748 das Kapitanat Mato Grosso ein und gründete 1752 Vila Bela da Santíssima Trindade als dessen Hauptstadt. Zusätzlich wurden Garnisonen entlang des Rio Guaporé errichtet und 1776–1783 die Festung Forte Príncipe da Beira erbaut. Vertraglich wurde der Grenzverlauf im Vertrag von Madrid (1750) geregelt, durch ihn wurde der Rio Guaporé unterhalb von Vila Bela zum Grenzfluss. Die Portugiesen zwangen zunächst lokale Indianer in der Landwirtschaft und in den Goldminen am Oberlauf des Rio Guaporé zu arbeiten, da die Indianer jedoch unter den Bedingungen der Zwangsarbeit oft schnell verstarben oder sich ihr einfach durch Rückzug in den Urwald entzogen, wurden schon bald afrikanische Sklaven nach Vila Bela gebracht, um die Indianer als Arbeitskräfte zu ersetzen.
1771 wurde die heute nur noch als Ruine erhalten gebliebene Igreja Matriz (spezieller portugiesischer Kirchentyp) erbaut und 1782 besaß Vila Bela rund 7000 Einwohner. Die Einwohnerzahl stieg bis in die 1820er Jahre auf etwa 13.600 an und zeichnete sich durch einen hohen Anteil afrikanischer Sklaven aus (ca. 2000 Weiße, 4300 Indianer, 7300 Schwarze). Der Naturforscher Johann Natterer besuchte die Stadt zu dieser Zeit, als er während seiner Forschungsreise durch Mato Grosso den Rio Guaporé hinab fuhr. Im Laufe des 19. Jahrhunderts setzte dann der Niedergang Vila Belas ein, infolgedessen nahm auch seine Bevölkerung stark ab.
1820 verlor Vila Bela den Hauptstadtstatus an Cuiabá. Zudem sahen sich Vila Bela und andere Niederlassungen am Oberlauf des Rio Guaporé über weite Strecken des 19. Jahrhunderts verstärkt Angriffen der Cabixi, einer Untergruppe der Paresi-Indianer, ausgesetzt. Zu Beginn des 20. Jahrhunderts betrug die Bevölkerung schließlich weniger als 1000 Einwohner, die fast alle ehemalige Sklaven oder deren Nachfahren waren. 1908 besuchte der Forschungsreisende und Ethnologe Percy Fawcett Vila Bela im Rahmen seiner Expedition zum Rio Verde, einem Nebenfluss des Rio Guaporé.